# Župnija Ljubno
Ne zamenjaj z Župnijo Ljubno ob Savinji.
Župnija Ljubno je rimskokatoliška teritorialna župnija Dekanije Radovljica Nadškofije Ljubljana. Župnijska cerkev v Ljubnem je posvečena Mariji Pomočnici.

## Cerkev
| #  | Slika | Cerkev                  | Kraj   |
| -- | ----- | ----------------------- | ------ |
| 1. |       | Cerkev Marije Pomočnice | Ljubno |